# Sozialdemokratische Partei Chinas
Die Sozialdemokratische Partei Chinas (chinesisch 中國民主社會黨, Pinyin Zhōngguó Mínzhǔ Shèhuìdǎng, englisch China Democratic Socialist Party (CDSP)) war eine Partei der Republik China in der Nachkriegszeit und des nach 1949 auf Taiwan verbleibenden Teil des Staates.

## Geschichte
Die Partei entstand durch eine Verschmelzung der 1932 gegründeten Nationalen Sozialistischen Partei Chinas mit der 1927 gegründeten Demokratischen Verfassungspartei. Angesichts der Erfahrungen mit der Nationalsozialistischen Deutschen Arbeiterpartei wollte die sozialdemokratische Zhongguo Guojia Shehuidang die Begriffe "guojia" (national, staatsbildend) und "shehui" (sozialistisch) nicht gemeinsam im Parteinamen führen. Ihr Gründungsvorsitzender Zhang Junmai pflegte enge Kontakte zur Sozialdemokratischen Partei Deutschlands. Wie die Nationale Sozialistische Partei Chinas war auch die Sozialdemokratische Partei Chinas Partner eines von Kuomintang und der mit ihr verfeindeten KP unabhängigen Parteienbündnisses, der Demokratischen Liga Chinas. Nach der Gründung nahm die Partei 1947 an den Wahlen zur Nationalversammlung und zum Legislativhof teil. Dies führte zum Bruch mit der Liga, welche sich den Kommunisten anschloss, und zur Spaltung der Partei, als ein Teil der Sozialdemokraten in der Liga verblieb und jene Organisation zu einer eigenen Partei werden ließ.
Die Wahlen brachten der Sozialdemokratischen Partei Chinas nur wenige Sitze in beiden Parlamentskammern. Während der Konstituierung der Nationalversammlung 1948 herrschte bereits Bürgerkrieg zwischen den Armeen der Kommunistischen Partei Chinas und der Republik China, sodass die Sozialdemokratische Partei Chinas auch den Sondergesetzen zur „Bekämpfung der kommunistischen Rebellion“ zustimmte, welche Bürgerrechte einschränkten und die Mandate beider Parlamentskammern bis zur Beendigung des Spannungszustandes einfroren. Mit der Ausrufung der Volksrepublik China und dem Rückzug der Staatsorgane nach Taiwan, das 1945 nach 50-jähriger japanischer Kolonialzeit an China, nunmehr die Republik China, zurückgefallen war, nahm die Partei ihre politische Arbeit in Taiwan wieder auf, blieb aber unbedeutend. Sowohl bei den Kommunalwahlen als auch bei den Wahlen zum taiwanischen Provinzparlament errang sie ab 1950 keinen Sitz.
Nach Aufhebung der Sondergesetze wurde die Sozialdemokratische Partei Chinas erneut als Partei registriert. Das Innenministerium der Republik China löste sie am 29. April 2020 aus formalen Gründen auf.